# Jerzy Markuszewski
Jerzy Markuszewski (ur. 16 grudnia 1930 w Warszawie, zm. 16 października 2007 tamże) – polski reżyser teatralny, twórca i główny animator Studenckiego Teatru Satyryków, scenarzysta, aktor, działacz opozycji demokratycznej, współpracownik KOR i KSS „KOR”, internowany w stanie wojennym, później współpracownik podziemnej „Solidarności”.

## Życiorys
Absolwent Wydziału Reżyserii Państwowej Wyższej Szkoły Teatralnej w Warszawie z 1963 (dyplom 1965). Wcześniej studiował również na Wydziale Aktorskim PWST i historię sztuki na Uniwersytecie Warszawskim. Był etatowym reżyserem Studenckiego Teatru Satyryków (STS), Teatru im. Jaracza w Łodzi i Teatru Rozmaitości w Warszawie. Współpracował m.in. ze Starym Teatrem w Krakowie i Theater am Neumarkt w Zurychu. Do najbardziej znanych jego realizacji STS-u należą „składanki satyryczne” To idzie młodość (premierowa prezentacja teatru z 1954), Prostaczkowie, Konfrontacja.
Wyreżyserował ponad 20 spektakli Teatru Telewizji, z którym współpracę rozpoczął jeszcze w czasie studiów (pierwszy, Jeszcze pożyjesz Bułata Okudżawy w 1962, ostatni, Opowieści dworcowe w 1999). Dla telewizji stworzył także dwa filmy dokumentalne. W latach 60. XX w. był dyrektorem Teatru Polskiego Radia. Zajmował się także reżyserią słuchowisk i programów radiowych (m.in. ITR-u Ilustrowanego Tygodnika Rozrywkowego, w którym pojawiał się jako wykonawca, wspólnie z Adamem Kreczmarem i Jackiem Janczarskim, nadawanego w pierwszej połowie lat 70. XX wieku w Programie 3 Polskiego Radia).  
Napisał trzy zrealizowane scenariusze filmowe: Sposób bycia (1965), Bardzo starzy oboje (1967), Przybłęda (1984). Występował również okazjonalnie w filmach jako aktor (m.in. rola cynicznego dyrektora przedsiębiorstwa taksówkowego w Zmiennikach). 
Przyjaźnił się z Leszkiem Kołakowskim. 
W grudniu 1975 był sygnatariuszem protestu przeciwko zmianom w Konstytucji Polskiej Rzeczypospolitej Ludowej (List 59). 
W roku 1954 poślubił Zofię Góralczyk, z którą miał syna Macieja Markuszewskiego. 
Zmarł w nocy z 15 na 16 października 2007 w Warszawie. Został pochowany na Cmentarzu Komunalnym Północnym na Wólce Węglowej w Warszawie.

## Filmografia
Aktor
- Milczenie (1963) – wikary
- Kolumbowie (serial telewizyjny) 1970) – gestapowiec przesłuchujący Basię (odc. 2. Żegnaj Baśka)
- Poślizg (1972) – klient izby wytrzeźwień
- Akcja pod Arsenałem (1977) – barman w piwiarni
- Zmiennicy (serial telewizyjny) (1986) – dyrektor WPT (odc. 1. Ceny umowne, 9. Podróż sentymentalna, 13. Spotkania z Temidą, 14. Pocałuj mnie Kasiu i 15. Nasz najdroższy)

Filmowiec
- Sposób bycia (1965) – II reżyser, scenariusz
- Niebo bez słońca (1966) – scenariusz
- Odwiedziny o zmierzchu (1966) – współpraca reżyserska
- Bardzo starzy oboje (1967) – współpraca reżyserska, scenariusz
- Przybłęda (1984) – scenariusz, dialogi

## Odznaczenia
- Krzyż Komandorski Orderu Odrodzenia Polski (2006)[2]
- Krzyż Oficerski Orderu Odrodzenia Polski (2000)[3]
- Krzyż Kawalerski Orderu Odrodzenia Polski (1963)
- Srebrny Medal „Zasłużony Kulturze Gloria Artis” (21 marca 2007)[4][5]
- Odznaka 1000-lecia Państwa Polskiego (1966)
- Odznaka „Zasłużony Działacz Kultury” (1964)

## Nagrody
- Nagroda Komitetu do Spraw Radia i Telewizji za osiągnięcia w dziedzinie reżyserii – głównie Radiowego Teatru Poezji (1963),
- Nagroda na IV Wrocławskim Festiwalu Polskich Sztuk Współczesnych we Wrocławiu za spektakl Duże jasne Jarosława Abramowa i Andrzeja Jareckiego w Teatrze Ateneum im. Stefana Jaracza w Warszawie oraz za rolę kościelnego (1963),
- „Złoty Mikrofon” – nagroda Polskiego Radia (1975),
- Medal pamiątkowy z okazji 50. rocznicy premiery Wieży malowanej STS (pośmiertnie, 2009).